# Chris Oti
Christopher C. Oti (Londra, 16 giugno 1965) è un ex rugbista a 15 e allenatore di rugby britannico, tre quarti ala, primo giocatore di colore a vestire la maglia dell'Inghilterra dopo James Peters nel 1907.

## Biografia
Di origine nigeriana, Oti si formò rugbisticamente a Millfield, scuola superiore di Street, nel Somerset, da cui provengono anche altri nomi importanti del rugby britannico come Gareth Edwards, JPR Williams e Chris Robshaw.
Nella prima parte degli anni ottanta fece parte della giovane generazione di giocatori che contribuirono a far progredire il Nottingham da realtà locale a squadra di rilievo nazionale, tanto da mettersi in evidenza per l'Inghilterra, per la quale esordì nel corso del Cinque Nazioni 1988 contro la Scozia, divenendo così il primo giocatore di colore nel dopoguerra, e il secondo in assoluto dopo James Peters 81 anni prima, a scendere in campo per la Nazionale inglese.
Nel suo secondo incontro marcò tre mete contro l'Irlanda e fu in occasione di tale impresa che alcuni giovani tifosi provenienti da un istituto cattolico intonarono per la prima volta la canzone Swing Low, Sweet Chariot, inno della loro scuola, che divenne da quel momento anche quello, non ufficiale, cantato da tutti i sostenitori dell'Inghilterra a Twickenham.
Alla fine della stagione 1987-88 si trasferì a Londra negliWasps, con cui si aggiudicò la Premiership 1989-90; nel 1989 prese parte anche al tour dei British Lions in Australia, benché mai utilizzato nei test match contro gli Wallabies.
Disputò il suo ultimo incontro internazionale contro l'Italia durante la Coppa del Mondo di rugby 1991, in cui l'Inghilterra giunse fino alla finale; nel 1994 si ritirò dalle competizioni a 29 anni per via dei troppi infortuni subìti in carriera.
Ebbe anche una breve parentesi come allenatore della squadra del London Nigerian, squadra di giocatori come lui originari della Nigeria, che guidò dal 1994 fino al 1997.
Fuori dallo sport esercita la professione di geometra e agrimensore.

## Palmarès
- Premiership: 1
1989-90